# Château du Bosc (Aveyron)
Pour les articles homonymes, voir Château du Bosc.
Le château du Bosc est un château du XVe siècle, aujourd'hui une grosse maison de famille restaurée, qui se dresse sur la commune française de Camjac dans le département de l'Aveyron, en région Occitanie. Il fut la demeure familiale d'Henri de Toulouse-Lautrec, où il passa une grande partie de son enfance et, plus tard, ses étés en famille.
Le château fait l'objet d'une inscription partielle au titre des monuments historiques par arrêté du 14 octobre 1991.

## Localisation
Le château du Bosc est situé sur la commune de Camjac, près de Naucelle entre Albi et Rodez, dans le département français de l'Aveyron.

## Historique

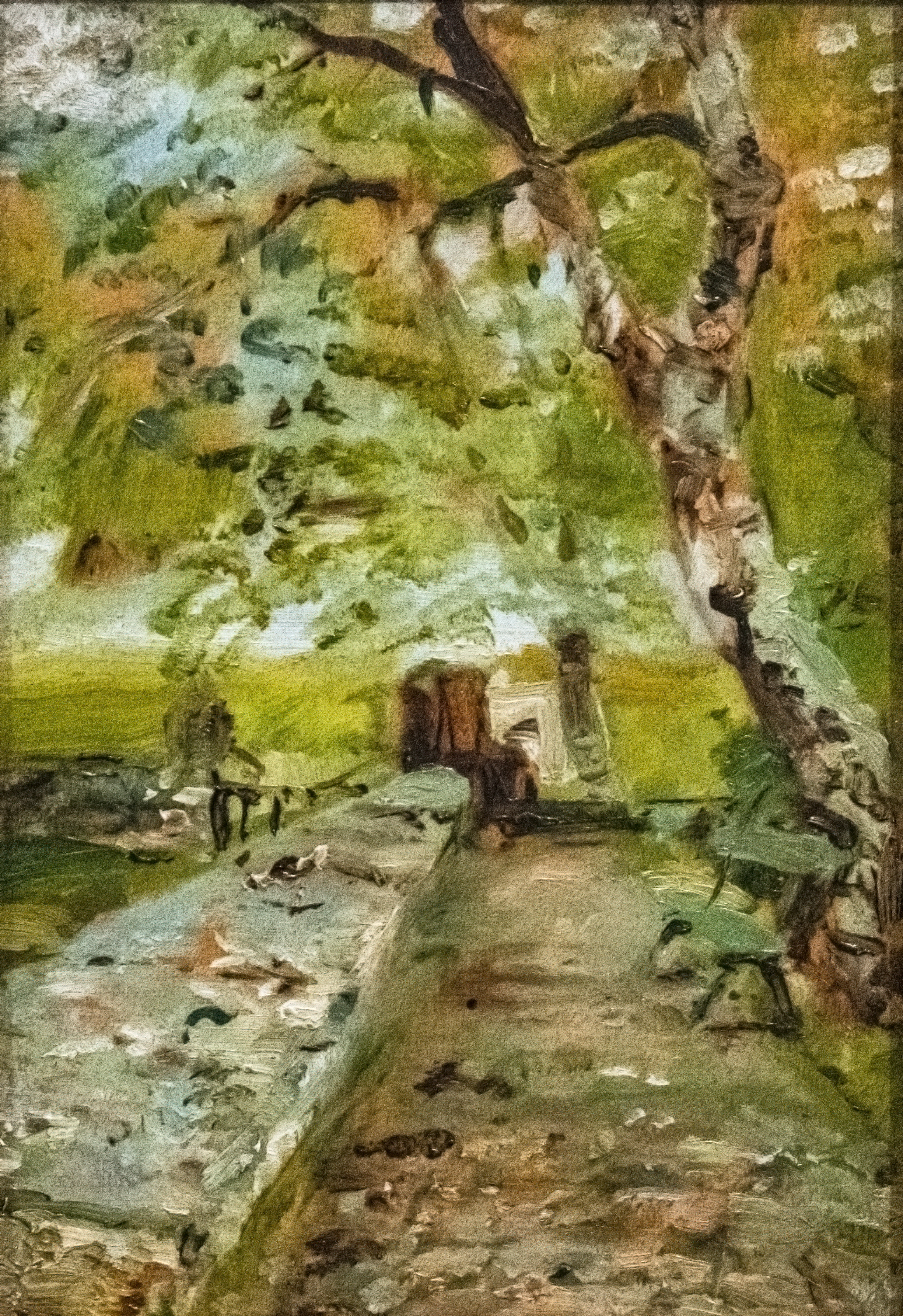
Château du Bosc, la terrasse Toulouse-Lautrec 1880.

Le château du Bosc, fondé en 1180, est une ancienne forteresse destinée à protéger la vallée du Viaur, qui fut détruite partiellement et reconstruite au XVe siècle.
La terre du Bosc est restée, depuis les origines, dans la même famille, les d'Imbert du Bosc, vieille famille consulaire de Villefranche-de-Rouergue qui s'agrégea à la noblesse fin XVIe siècle début XVIIe siècle et qui donna des officiers au service du roi. La famille s'éteint au XIXe siècle et, par alliance, le château passe alors aux Toulouse-Lautrec. Il est transformé en maison familiale par la comtesse Gabrielle de Toulouse-Lautrec, la grand-mère paternelle de Henri, qui fait également construire la chapelle en 1880.
En 1901, le peintre Henri de Toulouse-Lautrec meurt sans descendance et la demeure revient à ses cousins, les Tapié de Céleyran, jusqu'en août 2016.
Le 12 août 2016, Nicole-Bérengère Tapié de Céleyran, arrière-petite-nièce du peintre, décède à l'âge de 91 ans. Le Bosc sort définitivement de la famille, les actuels propriétaires n'ayant aucun lien de parenté. Une procédure judiciaire est en cours entre les descendants des anciens propriétaires et les actuels. Le tribunal de Rodez a donné raison en 2021 aux propriétaires actuels mais le parquet a fait appel et il y aura un nouveau procès.

## Protection
Sont inscrits :
- le château ;
- les façades et toitures des communs bordant la cour d'honneur ;
- les terrasse avec puits et fontaine ;
- la chapelle.

Le jardin d'agrément, dit « parc du château du Bosc », a été inscrit à l'Inventaire général du patrimoine culturel en 2003.

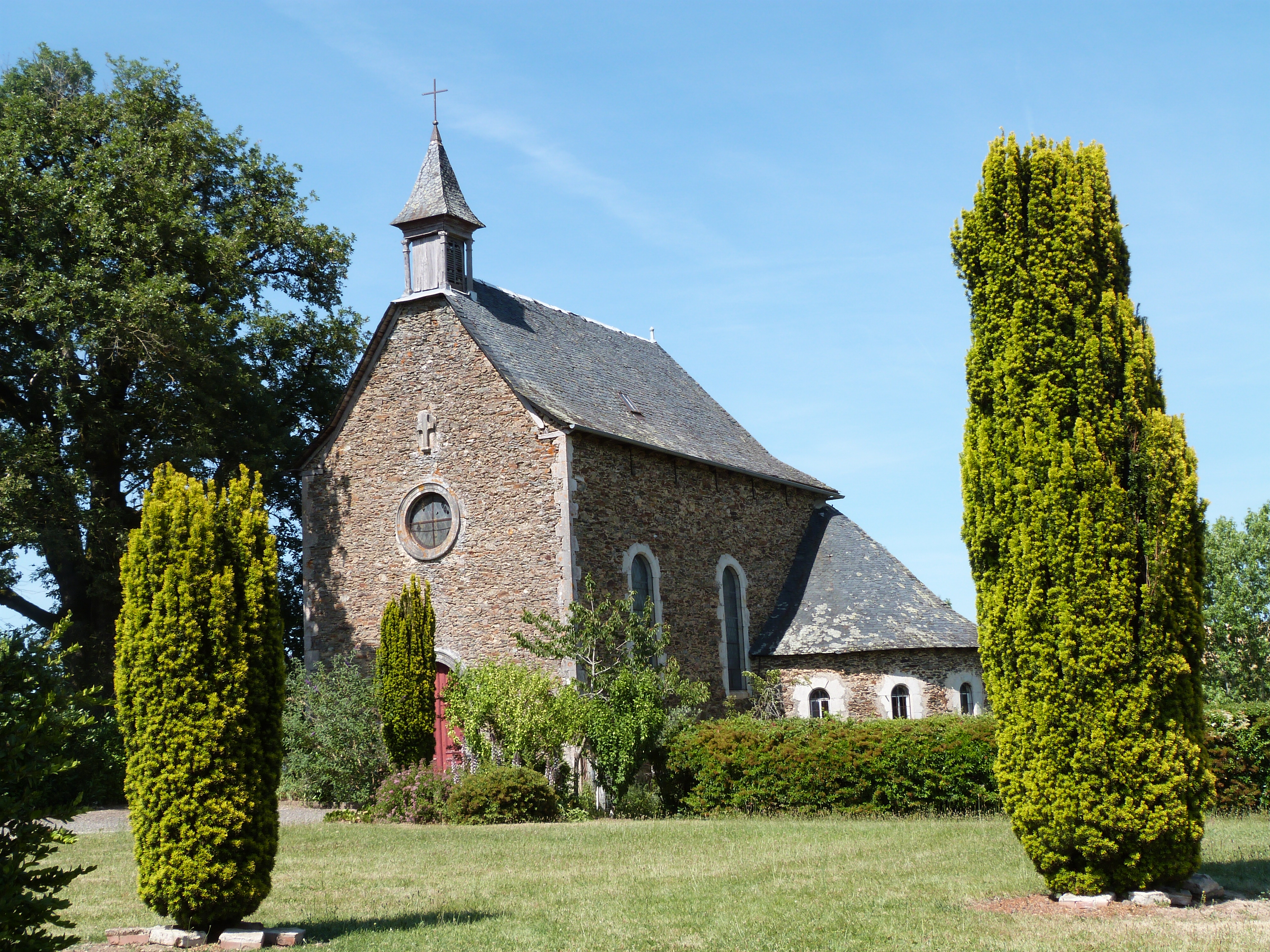
La chapelle du château.

## Description
Le château avec ses fenêtres aux volets rouges arbore un plan fermé autour d'une cour centrale avec deux tourelles d'angle, aujourd'hui couvertes en forme de casques sarrasins. Certains décors des pièces restés inchangés remontent aux années 1600.
Pour les toits des tours il s’agit de toits « à la polonaise » période Louis XV marié à Marie Leszczynska d’origine polonaise.

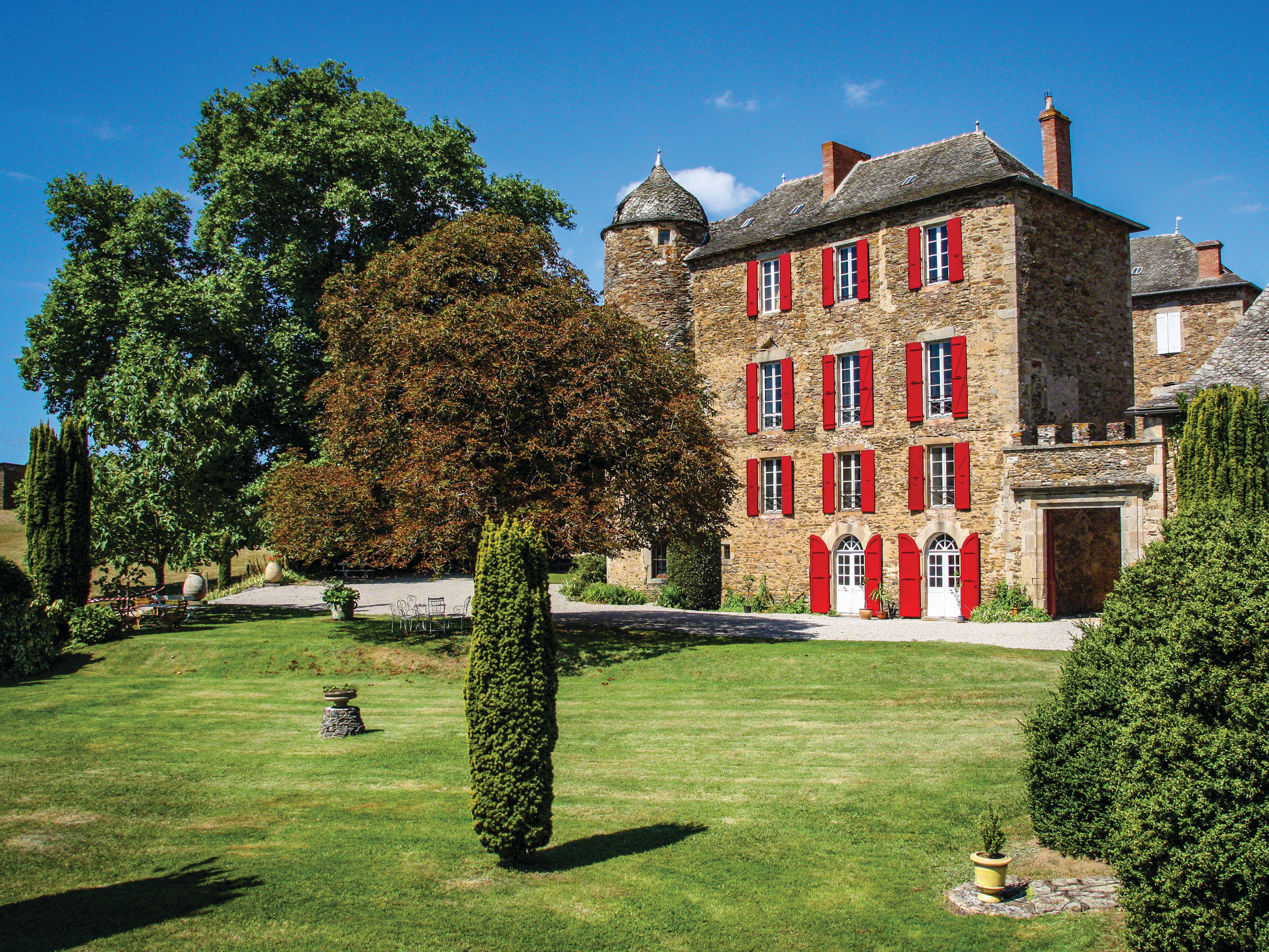
Le château du Bosc vu du parc.

## Visite
Le château est ouvert à la visite toute l'année.
On peut notamment voir crayonnés sur les plâtres des communs les dessins que griffonna dans sa jeunesse Henri, ainsi que sa chambre d'enfant, son berceau et ses jouets.